# Haaberg (Gemeinde Amstetten)
Haaberg ist eine Ortschaft in der Katastralgemeinde Edla der Stadtgemeinde Amstetten in Niederösterreich.

## Geografie
Das rund 1 Kilometer westlich von Amstetten liegende Dorf Haaberg besteht aus mehreren bäuerlichen Anwesen, die sich zum einen Teil an der Ortsstraße und zum anderen Teil verstreut über den Haaberg erstrecken, der sich südlich des Dorfes befindet. Von der Wiener Straße (B1) führt eine Nebenstraße durch den Ort und mündet wieder in die Wiener Straße ein. Unmittelbar beim Ort entspringt der Silberwies- oder Waldbach, der in den Mühlbach, dieser in den Edlabach und dieser unterhalb von Amstetten in die Ybbs fließt. 

## Geschichte
Das Lehen zu Haaberg, ein landesfürstliches Beutellehen, hatten lange Zeit die Freiherrn von Riesenfels inne, bis es im Jahr 1865 allodialisiert wurde. Die Lage um den Haaberg ist insgesamt als mäßig bis wenig ertragreich zu sehen. Laut Adressbuch von Österreich waren im Jahr 1938 in Haaberg eine Hebamme und ein Landwirt mit Direktvertrieb ansässig. Bis zur Eingemeindung nach Amstetten war der Ort ein Teil der damaligen Gemeinde Preinsbach.